# Secret Passage
Secret Passage es una película de 2004 escrita y dirigida por Ademir Kenovic y protagonizada por John Turturro, Katherine Borowitz, Tara Fitzgerald y Hannah Taylor-Gordon.

## Trama
La película empieza en 1492 en España. Los judíos están siendo perseguidos por todas partes. Tienen dos opciones: convertirse o ir a juicio y ser ejecutados. Isabel (Katherine Borowitz) y Clara (Tara Fitzgerald) se encuentran en medio del terror. Aunque fueron bautizadas a la fuerza, las hermanas son perseguidas por la Cristiandad hasta que llegan a Venecia. Ahí, Isabel organiza un pasaje secreto para dar refugio a los refugiados que escapan de la Inquisición. Isabel decide que, por seguridad, su familia debe volar a Estambul, el único lugar en donde no se persigue a los judíos. Pero Clara se niega a irse, porque está enamorada de un veneciano llamado Paulo Zane (John Turturro). Cuando Isabel trata de obligar a Clara a trasladarse a Estambul, Clara se enfurece. En medio del malentendido, la joven hija de Clara, Victoria (Hannah Taylor-Gordon), es capturada.

## Reparto
- John Turturro ... Paulo Zane
- Tara Fitzgerald ... Clara
- Katherine Borowitz ... Isabel
- Anton Rodgers ... Foscari
- Hannah Taylor-Gordon ... Victoria
- Ronald Pickup ... De Monte
- Richard Harrigton ... Joseph
- Seymour Matthews ... Ruben
- Marc Pickering ... Andrea Zane
- Carmen Sorrenti ... Francesca
- Adam Kotz ... Inquisitor
- Alassandra Costanzo ... Maid Benviniste